# 27 marca
27 marca jest 86. (w latach przestępnych 87.) dniem w kalendarzu gregoriańskim. Do końca roku pozostaje 279 dni.

## Święta
- Imieniny obchodzą: Aleksander, Archibald, Augusta, Benedykt, Ernest, Franciszek, Gelazy, Gelazja, Jan, Lidia, Łazarz, Macedoniusz, Narzes, Robert i Rzędzimir.
- Angola – Dzień Zwycięstwa
- Mjanma – Święto Sił Zbrojnych
- Międzynarodowe – Międzynarodowy Dzień Teatru
- Wspomnienia i święta w Kościele katolickim obchodzą[1][2]:
  - św. Ernest (†1148, opat i męczennik, patron dnia)
  - św. Rupert z Salzburga (biskup)
  - bł. Franciszek Faà di Bruno, włoski ksiądz

## Wydarzenia w Polsce
- 997 – Biskup praski Wojciech dokonał masowego chrztu mieszkańców Gdańska.
- 1521 – Wojna polsko-krzyżacka: statki gdańskie zdobyły na Zalewie Wiślanym statek krzyżacki „Kneiphof” z 75-osobową załogą i żołnierzami zaciężnymi. W wyniku ataku „Kneiphof” wpłynął na mieliznę, gdzie był ostrzeliwany i w końcu skapitulował. 9 kwietnia został odprowadzony do Gdańska i potraktowany jako zdobycz wojenna.
- 1790 – Sejm Czteroletni zaaprobował projekt sojuszu polsko-pruskiego.
- 1818 – Rozpoczęło się inauguracyjne posiedzenie Sejmu Królestwa Polskiego w Warszawie. Uroczystą przemowę wygłosił car Aleksander I Romanow.
- 1832 – Rząd Tymczasowy Królestwa Polskiego został zlikwidowany i zastąpiony reaktywowaną Radą Administracyjną.
- 1899 – W Warszawie założono pierwsze stowarzyszenie elektrotechniczne.
- 1919 – Aleksy Rżewski został rządowym komisarzem miasta Łodzi.
- 1920 – Republika Chińska uznała niepodległość Polski.
- 1925 – Ratyfikowano konkordat między Polską a Stolicą Apostolską.
- 1928 – Sejm RP po raz pierwszy obradował w nowej Sali Posiedzeń.
- 1942 – Niemcy wymordowali wszystkich pacjentów i część personelu Szpitala Żydowskiego w Lublinie.
- 1943 – W odwecie za przeprowadzoną poprzedniego dnia akcję pod Arsenałem Niemcy rozstrzelali 140 więźniów Pawiaka.
- 1944 – Niemcy oraz ich ukraińscy kolaboranci dokonali pacyfikacji wsi Smoligów w powiecie hrubieszowskim. Zamordowano od 70 do ponad 200 mieszkańców.
- 1945:
  - 48 więźniów-żołnierzy AK uciekło z obozu NKWD w Skrobowie na Lubelszczyźnie.
  - Stefan Korboński został p.o. Delegata Rządu na Kraj.
  - Armia Czerwona zajęła Rumię.
  - (27-28 marca) W Pruszkowie NKWD podstępnie aresztowało 16 przywódców Polski Podziemnej, których następnie wywieziono specjalnym samolotem do Moskwy i osadzono w więzieniu na Łubiance.
  - Żołnierze Armii Czerwonej podpalili przy użyciu wtoczonych beczek z paliwem kościół św. Józefa w Gdańsku. W pożarze zginęło około 100 ukrywających się tam Niemców.
- 1950 – Premiera filmu psychologicznego Dom na pustkowiu w reżyserii Jana Rybkowskiego.
- 1959 – Premiera filmu wojennego Krzyż Walecznych w reżyserii Kazimierza Kutza.
- 1967 – Premiera 1. odcinka serialu telewizyjnego Klub profesora Tutki w reżyserii Andrzeja Kondratiuka.
- 1976 – Utworzono drugi rząd Piotra Jaroszewicza.
- 1981 – Po wydarzeniach bydgoskich miał miejsce 4-godzinny ogólnopolski strajk ostrzegawczy.
- 1991 – Kraków został podzielony na 18 dzielnic oznaczonych cyframi rzymskimi i nazwami.
- 2009 – W Świdnicy w województwie dolnośląskim w wypadku autokaru wiozącego dzieci, ranne zostały 34 osoby. Kierowca autokaru zlekceważył znak ograniczenia wysokości przed kolejowym wiaduktem, wskutek czego autokar zaczepił o niego górną częścią karoserii.
- 2010 – Bronisław Komorowski pokonał Radosława Sikorskiego w prawyborach na kandydata Platformy Obywatelskiej w nadchodzących wyborach prezydenckich.

## Wydarzenia na świecie
- 1306 – Robert I Bruce został koronowany na króla Szkocji.
- 1329 – Papież Jan XXII w bulli In agro dominico potępił 17 tez niemieckiego teologa i filozofa Johannesa Eckharta, a 11 uznał za podejrzane.
- 1351 – Wojna o sukcesję w Bretanii: został stoczony rycerski tzw. „turniej trzydziestu”.
- 1357 – Oficjalnie oddano do użytku ufundowany przez Karola IV Luksemburskiego zamek Karlštejn pod Berounem w Czechach.
- 1513 – Hiszpański żeglarz Juan Ponce de León odkrył Florydę[3].
- 1528 – Cesarz Niemiec i król Hiszpanii Karol V Habsburg przyznał niemieckiej rodzinie bankierskiej Welserów koncesję na utworzenie kolonii Klein-Venedig (Małej Wenecji) na terenie dzisiejszej Wenezueli.
- 1592 – Wszedł do służby pierwszy koreański okręt wojenny typu geobukseon.
- 1613 – W najstarszej angielskiej osadzie Cupids na Nowej Fundlandii urodziło się pierwsze angielskie dziecko na terenie dzisiejszej Kanady.
- 1625 – Karol I Stuart został królem Anglii, Szkocji i Irlandii.
- 1642 – Józef został patriarchą Moskwy i całej Rusi.
- 1706 – Tekle Hajmanot I został cesarzem Etiopii.
- 1764 – Józef II Habsburg został wybrany we Frankfurcie nad Menem na króla Niemiec.
- 1782 – Charles Watson-Wentworth został po raz drugi premierem Wielkiej Brytanii.
- 1794 – Kongres Stanów Zjednoczonych przyjął uchwałę o budowie sześciu okrętów, które miały zostać trzonem tworzonej marynarki wojennej.
- 1809 – Wojna na Półwyspie Iberyjskim: zwycięstwo wojsk francusko-polskich nad wojskami hiszpańskim w bitwie pod Ciudad Real.
- 1814 – Wojny z Indianami: armia amerykańska pokonała Krików w bitwie nad Horseshoe Bend.
- 1819 – W Neapolu odbyła się premiera opery Hermiona Gioacchino Rossiniego.
- 1836 – Rewolucja teksańska: Meksykanie dokonali masakry ponad 300 wziętych do niewoli obrońców misji Goliad.
- 1849 – Claudio Gabriele de Launay został premierem Królestwa Sardynii.
- 1850 – Ukazał się pierwszy numer brytyjskiego tygodnika „Household Words”, wydawanego przez Karola Dickensa.
- 1854 – Wielka Brytania wypowiedziała wojnę Rosji.
- 1871 – W pierwszym w historii międzynarodowym meczu rugby Szkocja pokonała Anglię 1:0.
- 1883 – W Prusach Wschodnich ukazało się pierwsze wydanie litewskiego czasopisma „Aušra”.
- 1890 – 76 osób zginęło, a około 200 zostało rannych w wyniku przejścia tornada nad Louisville w amerykańskim stanie Kentucky.
- 1898 – Chiny oddały Rosji w 25-letnią dzierżawę port Dalian oraz twierdzę Port Arthur.
- 1899 – Wojna filipińsko-amerykańska: zwycięstwo wojsk amerykańskich w bitwie nad rzeką Marilao.
- 1900 – Zwodowano francuski krążownik pancerny „Montcalm”.
- 1902 – W Kalkucie uruchomiono pierwszą linię tramwaju elektrycznego.
- 1906 – Niemiecki astronom August Kopff odkrył planetoidę (595) Polyxena.
- 1910 – W pożarze sali tanecznej w węgierskiej miejscowości Ököritófülpös zginęło 312 osób.
- 1911 – Fort Lauderdale na Florydzie uzyskał prawa miejskie.
- 1914:
  - Belgijski chirurg Albert Hustin dokonał pierwszej udanej, niebezpośredniej transfuzji krwi.
  - Otwarto Port lotniczy Bangkok-Don Muang.
- 1917 – W Monte Carlo odbyła się premiera opery Jaskółka Giacomo Pucciniego.
- 1918:
  - I wojna światowa: rozpoczęła się I bitwa o Amman.
  - Parlament Besarabii uchwalił połączenie terytorium z Rumunią.
  - Rada Białoruskiej Republiki Ludowej ogłosiła, że przejmuje pełną władzę na Białorusi.
- 1920 – Hermann Müller został kanclerzem Niemiec.
- 1924 – Kanada uznała ZSRR.
- 1930 – W Niemczech upadł drugi rząd Hermanna Müllera.
- 1931 – Kārlis Ulmanis został po raz trzeci premierem Łotwy.
- 1933 – Japonia wystąpiła z Ligi Narodów.
- 1936 – Dokonano oblotu holenderskiego myśliwca Fokker D.XXI.
- 1940:
  - Bitwa o Atlantyk: na wodach cieśniny Skagerrak zaginął niemiecki okręt podwodny U-22 wraz z 27-osobową załogą.
  - Peter Fraser został premierem Nowej Zelandii.
- 1941:
  - Kampania śródziemnomorska: rozpoczęła się bitwa u przylądka Matapan.
  - W wyniku zamachu stanu pod wodzą gen. Dušana Simovicia został obalony regent Jugosławii Paweł Karadziordziewić. Rzeczywistą władzę przejął król Piotr II Karadziordziewić.
- 1943:
  - Brytyjski lotniskowiec eskortowy HMS „Dasher” zatonął po wewnętrznej eksplozji u wybrzeży Szkocji, w wyniku czego zginęło 379 spośród 528 członków załogi.
  - Wojna na Pacyfiku: taktyczne zwycięstwo floty amerykańskiej w bitwie koło Wysp Komandorskich.
- 1944 – Około 1800 osób (głównie kobiet i dzieci) zostało zamordowanych w getcie żydowskim w Kownie.
- 1945:
  - Argentyna formalnie wypowiedziała wojnę Japonii i Niemcom.
  - W Birmie wybuchło powstanie antyjapońskie.
- 1948 – Wojna domowa w Palestynie: Arabowie rozbili w zasadzce konwój jadący z zaopatrzeniem do kibucu Jechi’am (północno-zachodnia Galilea), zabijając 46 Żydów.
- 1951 – Chalid al-Azm został premierem Syrii.
- 1952:
  - Policyjny saper zginął w Monachium w wyniku wybuchu bomby w przesyłce zaadresowanej do kanclerza RFN Konrada Adenauera.
  - Sam Phillips założył w Memphis wytwórnię płytową Sun Records.
- 1953:
  - Duńczycy opowiedzieli się w referendum za zmianami w prawie sukcesyjnym, umożliwiającymi zasiadanie na tronie kobietom.
  - Utworzono Królewskie Holenderskie Siły Powietrzne.
  - Weszła w życie umowa izraelsko-zachodnioniemiecka w sprawie wypłaty przez RFN w rocznych ratach 3,45 mld DM (ok. 820–845 mln ówczesnych USD). Odbiorcami miały być: Państwo Izrael (3 mld DM) i Claims Conference (450 mln DM).
  - W katastrofie z udziałem 2 pociągów towarowych i 2 pasażerskich w Conneaut w amerykańskim stanie Ohio zginęło 21 osób, a 49 zostało rannych.
  - Założono klub piłkarski Dynamo Berlin.
- 1954 – Na atolu Bikini Amerykanie zdetonowali bombę wodorową, drugą w ramach operacji „Castle”.
- 1957:
  - Odbyła się 27. ceremonia wręczenia Oscarów.
  - Syberyjska osada górnicza Oleniegorsk otrzymała prawa miejskie.
  - W Paryżu rozpoczął się pierwszy międzynarodowy festiwal teatralny Teatr Narodów, zorganizowany z inicjatywy Międzynarodowego Instytutu Teatralnego (ITI), na którym po raz pierwszy na jednej scenie spotkały się teatry z obu stron żelaznej kurtyny. Dla uczczenia tego zdarzenia w 1961 roku dzień 27 marca ustanowiono Międzynarodowym Dniem Teatru.
- 1958 – Po rezygnacji Nikołaja Bułganina premierem ZSRR został Nikita Chruszczow.
- 1962 – Naukowcy z uniwersytetu w japońskiej Chibie wyizolowali z nerki dorosłego osobnika koczkodana zielonego linię komórkową VERO, która umożliwia produkcję szczepionek przeciwko chorobom wirusowym.
- 1964:
  - Alaskę nawiedziło silne trzęsienie ziemi o magnitudzie 9,2 stopnia w skali Richtera. Wstrząs i wywołane nim tsunami spowodowały śmierć 131 osób.
  - Rozpoczęła się misja sił pokojowych ONZ na Cyprze.
  - Został wystrzelony brytyjsko-amerykański satelita naukowo-badawczy Ariel 2.
- 1966:
  - W Dortmundzie odbyły się I Halowe Mistrzostwa Europy w Lekkoatletyce.
  - W południowym Londynie kundel o imieniu Pickles odnalazł w krzakach skradziony z wystawy puchar Złotej Nike, wręczany w latach 1930–70 za zwycięstwo w mistrzostwach świata w piłce nożnej.
- 1967 – Ppłk Andrew Terence Juxon-Smith został głową państwa Sierra Leone (jako szef Rady Ocalenia Narodowego).
- 1968:
  - Jurij Gagarin i jego instruktor płk Władimir Sieriogin zginęli w katastrofie treningowego myśliwca MiG-15 koło miasta Kirżacz na wschód od Moskwy.
  - Gen. Suharto został formalnie wybrany drugim prezydentem Indonezji przez Ludowe Zgromadzenie Konsultatywne.
- 1969:
  - Haitańskie oddziały śmierci dyktatora François Duvaliera dokonały masakry 11 mieszkańców wsi Cazale, zamieszkanej przez potomków polskich legionistów z czasów napoleońskich.
  - NASA wystrzeliła marsjańską sondę badawczą Mariner 7.
- 1970 – Reprezentacja Kataru w piłce nożnej rozegrała swój pierwszy oficjalny mecz, przegrywając 1:2 w Manamie z Bahrajnem.
- 1972:
  - W kierunku Wenus wystrzelono radziecką sondę badawczą Wenera 8.
  - W stolicy Etiopii Addis Abebie podpisano porozumienie kończące trwającą od 17 lat wojnę domową w Sudanie.
- 1973 – Odbyła się 45. ceremonia wręczenia Oscarów.
- 1974 – Walter Kieber został premierem Liechtensteinu.
- 1975:
  - Dokonano oblotu samolotu pasażerskiego de Havilland Canada DHC-7 Dash-7.
  - Rozpoczęto budowę ropociągu Trans-Alaska.
- 1976:
  - Michel Platini zadebiutował w piłkarskiej reprezentacji Francji, strzelając gola w zremisowanym 2:2 meczu z Czechosłowacją.
  - Ostatnie wojska RPA wycofały się z Angoli.
  - Uruchomiono metro w Waszyngtonie.
- 1977 – Podczas gęstej mgły na pasie startowym lotniska Aeropuerto de Tenerife Norte na Teneryfie (Wyspy Kanaryjskie) doszło do zderzenia dwóch Boeingów 747, należących do holenderskich linii KLM i amerykańskich Pan Am. W katastrofie zginęły 583 osoby, ocalało 61 (tylko w maszynie amerykańskiej).
- 1978 – Mohammed Ali al-Habibi został premierem Syrii.
- 1979 – Hafizullah Amin został premierem Afganistanu.
- 1980:
  - 123 osoby zginęły w wyniku runięcia na Morzu Północnym norweskiej platformy wiertniczej Alexander Kjelland.
  - Nastąpił krach i panika na rynku handlu srebrem (tzw. „srebrny czwartek”).
- 1982 – Ahsanuddin Chowdhury został prezydentem Bangladeszu.
- 1984 – W Lipsku została założona Międzynarodowa Federacja Historyków i Statystyków Futbolu (IFFHS).
- 1987 – Założono Canadian Airlines.
- 1988:
  - Izraelski technik nuklearny Mordechaj Vanunu został skazany na 18 lat pozbawienia wolności przez sąd w Jerozolimie za ujawnienie prasie brytyjskiej tajemnic izraelskiego programu nuklearnego.
  - Moudud Ahmed został premierem Bangladeszu.
- 1989 – Z powodu awarii utracono kontakt z radziecką sondą Fobos 2, która miała zbadać większego z dwóch księżyców Marsa, Fobosa.
- 1991:
  - Miloslav Vlk został arcybiskupem metropolitą praskim i prymasem Czech.
  - Na lotnisku w Singapurze antyterroryści odbili porwany dzień wcześniej przez 4 pakistańskich terrorystów samolot Singapore Airlines ze 129 osobami na pokładzie. Podczas akcji zginęli wszyscy porywacze, zakładników uwolniono.
- 1993:
  - Albert Zafy został prezydentem Madagaskaru.
  - Algieria zerwała stosunki dyplomatyczne z Iranem i odwołała ambasadora z Sudanu, zarzucając tym państwom popieranie antyrządowych grup zbrojnych.
  - Jiang Zemin został przewodniczącym ChRL.
  - Mahamane Ousmane wygrał w II turze wybory prezydenckie w Nigrze.
  - W Lesotho odbyły się pierwsze od 1970 roku wielopartyjne wybory.
- 1994:
  - Dokonano oblotu samolotu wielozadaniowego Eurofighter Typhoon.
  - Komunistyczna Partia Ukrainy wygrała przedterminowe wybory parlamentarne.
  - Prawicowa koalicja wygrała wybory parlamentarne we Włoszech.
- 1995:
  - Odbyła się 67. ceremonia wręczenia Oscarów.
  - Prezydent RPA Nelson Mandela odwołał swą żonę Winnie ze stanowiska wicepremiera.
- 1996:
  - Brytyjska para królewska przybyła po raz pierwszy z wizytą do Czech.
  - Wojna domowa w Algierii: w nocy z 26 na 27 marca terroryści ze Zbrojnej Grupy Islamskiej uprowadzili siedmiu francuskich mnichów z klasztoru trapistów w Tibhirine. 30 maja 1996 ich odcięte głowy zostały odnalezione w pobliżu miasta Al-Midija.
  - Żydowski ekstremista Jigal Amir, zabójca premiera Izraela Icchaka Rabina, został skazany na karę dożywotniego pozbawienia wolności.
- 1998 – W USA została dopuszczona do handlu Viagra.
- 1999 – Podczas bombardowań Jugosławii przez lotnictwo NATO został zestrzelony niewidzialny dla radarów amerykański samolot bombowy Lockheed F-117 Nighthawk.
- 2002:
  - W izraelskim mieście Netanja 30 osób zginęło, a 140 zostało rannych w palestyńskim samobójczym zamachu bombowym na restaurację hotelową.
  - We Francji 33-letni szaleniec Richard Durn zastrzelił w ratuszu miejskim w Nanterre 8 radnych i ranił 19 innych. Następnego dnia popełnił samobójstwo przez wyskoczenie z okna komisariatu policji, na którym był przesłuchiwany w związku z atakiem.
- 2006 – Odbyło się ostatnie posiedzenie Komisji Praw Człowieka ONZ.
- 2007:
  - 152 osoby zginęły, a 347 zostało rannych w wybuchu ciężarówki-pułapki w irackim mieście Tall Afar.
  - Ponad 90 osób zginęło w pożarze ropy naftowej wyciekającej z uszkodzonego samochodu-cysterny w nigeryjskim stanie Kaduna.
  - Republikańska Partia Rosji została rozwiązana przez Sąd Najwyższy.
  - Rosja i Łotwa podpisały w Moskwie traktat graniczny na mocy którego strona łotewska zrezygnowała z roszczeń do okręgu Pytałowo.
  - Moskwa została wybrana na gospodarza XIV Mistrzostw świata w lekkoatletyce.
- 2009:
  - 99 osób zginęło w wyniku przejścia fali powodziowej wywołanej przerwaniem tamy na zbiorniku retencyjnym Situ Gintung na zachodzie wyspy Jawa w Indonezji.
  - Co najmniej 70 osób zginęło w samobójczym zamachu bombowym na meczet w Jarmud w północno-zachodnim Pakistanie.
- 2011 – W Rosji wprowadzono jako całoroczny dotychczasowy czas letni.
- 2013:
  - Adrian Hasler został premierem Liechtensteinu.
  - Julia Pierson została pierwszą kobietą na stanowisku dyrektora U.S. Secret Service.
- 2014 – Podczas kongresu w Astanie powołano do życia Ligę Narodów UEFA.
- 2016 – W samobójczym zamachu bombowym w Lahaur we wschodnim Pakistanie zginęło ponad 75 osób (w tym ok. 30 dzieci), a ponad 300 zostało rannych.
- 2020 – Macedonia Północna została 30. krajem członkowskim NATO.
- 2022:
  - Odbyła się 94. ceremonia wręczenia Oscarów.
  - Zgromadzenie Ustawodawcze wprowadziło stan wyjątkowy na terenie całego Salwadoru na skutek wzrostu fali przemocy i zabójstw dokonywanych przez gangi[4].

## Urodzili się
- 972 – Robert II Pobożny, król Francji (zm. 1031)
- 1306 – Filip III, król Nawarry (zm. 1343)
- 1323 –Anna Luksemburska, księżniczka czeska i księżna austriacka (zm. 1338)
- 1401 – Albrecht III, książę Bawarii-Monachium (zm. 1460)
- 1416 – Franciszek z Paoli, włoski zakonnik, święty (zm. 1507)
- 1509 – Wolrad II, niemiecki arystokrata (zm. 1575)
- 1514 – Stanisław Gabriel Tęczyński, polski hrabia, polityk (zm. 1561)
- 1560 – Sebastián Rodríguez Cermeño, portugalski podróżnik (zm. 1602)
- 1588 – Celestyn Myślenta, polski teolog luterański, orientalista (zm. 1653)
- 1643 – Marianna Kazanowska, polska szlachcianka (zm. 1687)
- 1659 – Francisco Antonio de Borja-Centelles y Ponce de León, hiszpański duchowny katolicki, biskup Calahorry, kardynał (zm. 1702)
- 1662 – Maria Ludwika d’Orléans, królowa Hiszpanii (zm. 1689)
- 1665 – Pietro Pariati, włoski poeta, librecista (zm. 1733)
- 1668 – Cornelio Bentivoglio, włoski kardynał (zm. 1732)
- 1676 – Franciszek II Rakoczy, książę Siedmiogrodu (zm. 1735)
- 1678 – Adam Augustyn Wessel, polski duchowny katolicki, biskup inflancki i kamieniecki (zm. 1735)
- 1681 – Joaquín Fernández de Portocarrero, hiszpański kardynał, austriacki polityk (zm. 1760)
- 1702 – Johann Ernst Eberlin, niemiecki kompozytor (zm. 1762)
- 1712 – Claude Bourgelat, francuski weterynarz, hipolog, wykładowca akademicki (zm. 1779)
- 1723 – Caroline Fox, brytyjska arystokratka (zm. 1774)
- 1724 – Jane Colden, amerykańska botanik (zm. 1766)
- 1740 – Niklas Franz von Bachmann, szwajcarski generał (zm. 1831)
- 1741 – Józef Lemański, polski szlachcic, oficer (zm. 1824)
- 1743 – Ignacy Rupert Bniński, polski szlachcic, rotmistrz, polityk, targowiczanin (zm. 1804)
- 1744 – Aleksiej Musin-Puszkin, rosyjski polityk, historyk, kolekcjoner dzieł sztuki (zm. 1817)
- 1765 – Franz von Baader, niemiecki filozof, wykładowca akademicki (zm. 1841)
- 1770 – Sophie Friederike Mereau, niemiecka pisarka, tłumaczka, wydawczyni (zm. 1806)
- 1784 – Sándor Kőrösi Csoma, węgierski podróżnik (zm. 1842)
- 1785:
  - Ludwik XVII Burbon, książę Normandii (zm. 1795)
  - Filippo Giudice Caracciolo, włoski duchowny katolicki, arcybiskup Neapolu, kardynał (zm. 1844)
- 1797 – Alfred de Vigny, francuski prozaik, poeta, dramaturg (zm. 1863)
- 1799 – Alessandro La Marmora, włoski generał (zm. 1855)
- 1801:
  - Alexander Barrow, amerykański polityk, senator (zm. 1846)
  - Joseph Freiherr von Kalchberg, austriacki polityk (zm. 1882)
  - Christoph Bernhard Schlüter, niemiecki filozof, poeta, tłumacz (zm. 1884)
- 1802 – Charles-Mathias Simons, luksemburski prawnik, polityk, premier Luksemburga (zm. 1874)
- 1803 – Giacomo Panizza, włoski kompozytor (zm. 1860)
- 1806 – August Bielowski, polski poeta, historyk (zm. 1876)
- 1809 – Georges-Eugène Haussmann, francuski urbanista (zm. 1891)
- 1810 – Karol Loeckell, niemiecki działacz społeczny i katolicki (zm. 1876)
- 1811 – Edward William Cooke, brytyjski malarz marynista, grafik, ilustrator, ogrodnik (zm. 1880)
- 1812 – Iwan Panajew, rosyjski pisarz, wydawca, krytyk literacki, dziennikarz (zm. 1862)
- 1814 – Charles Mackay, szkocki poeta, prozaik, dziennikarz (zm. 1889)
- 1816 – Aleksiej Gubkin, rosyjski kupiec, działacz charytatywny (zm. 1883)
- 1817 – Paul de Geslin, francuski duchowny katolicki (zm. 1888)
- 1821 – Samuel Zook, amerykański generał (zm. 1863)
- 1822 – Henri Murger, francuski prozaik, poeta (zm. 1861)
- 1824:
  - Johann Wilhelm Hittorf, niemiecki fizyk, chemik, wykładowca akademicki (zm. 1914)
  - Lőrinc Schlauch, węgierski duchowny katolicki, biskup Satu Mare i Oradea Mare, kardynał (zm. 1902)
- 1825 – Luigi Luzzi, włoski kompozytor (zm. 1876)
- 1827 – Ernesto Rossi, włoski aktor (zm. 1896)
- 1831 – Johann Friedrich Horner, szwajcarski okulista, wykładowca akademicki (zm. 1886)
- 1834 – Pierre Gaspard, francuski przewodnik górski (zm. 1915)
- 1839 – John Ballance, nowozelandzki polityk, premier Nowej Zelandii (zm. 1893)
- 1841 – Władysław Lubomęski, polski agronom, wykładowca akademicki, uczestnik powstania styczniowego (zm. 1907)
- 1842 – Stanisław Łążyński, polski ziemianin, urzędnik, weteran powstania styczniowego (zm. 1939)
- 1844 – Aureli Urbański, polski poeta, dramaturg, tłumacz (zm. 1901)
- 1845 – Wilhelm Röntgen, niemiecki fizyk, wykładowca akademicki, laureat Nagrody Nobla (zm. 1923)
- 1847 – Otto Wallach, niemiecki chemik, wykładowca akademicki, laureat Nagrody Nobla (zm. 1931)
- 1849 – Roman Janta-Połczyński, polski działacz polityczny i gospodarczy, kompozytor, publicysta (zm. 1916)
- 1851:
  - Ruperto Chapí, hiszpański kompozytor (zm. 1909)
  - Vincent d’Indy, francuski kompozytor, pedagog (zm. 1931)
  - Matthew Makil, indyjski duchowny katolicki obrządku syromalabarskiego, wikariusz apostolski Changanacherry i Kottayam, Sługa Boży (zm. 1914)
- 1852 – Jan van Beers, belgijski malarz (zm. 1927)
- 1854:
  - Władysław Kulczyński, polski zoolog, archeolog, taternik, pedagog (zm. 1919)
  - Edgar Tinel, belgijski kompozytor, pianista, pedagog (zm. 1912)
- 1857 – Karl Pearson, brytyjski matematyk, statystyk, wykładowca akademicki (zm. 1936)
- 1858 – Gottfried Hofer, austriacki malarz (zm. 1932)
- 1860 – Tadeusz Koziebrodzki, polski prawnik, dyplomata austro-węgierski, szambelan dworu cesarskiego (zm. 1916)
- 1862:
  - Jelena Dimitrijević, serbska pisarka, podróżniczka, feministka (zm. 1945)
  - Arthur Groenouw, niemiecki okulista (zm. 1945)
  - Jan Sobiech, polski działacz ruchu ludowego, polityk (zm. 1935)
- 1863:
  - Simon Glücklich, austriacki malarz (zm. 1943)
  - Henry Royce, brytyjski konstruktor, przemysłowiec, pionier motoryzacji (zm. 1933)
- 1864:
  - Marian Leon Fulman, polski duchowny katolicki, biskup lubelski (zm. 1945)
  - Franciszek Mleczko, polski działacz ludowy, polityk (zm. ?)
  - Augustyna Pietrantoni, włoska zakonnica, święta (zm. 1894)
- 1865:
  - Jewgienij Botkin, rosyjski lekarz (zm. 1918)
  - Józef Morozewicz, polski mineralog, petrograf, wykładowca akademicki (zm. 1941)
  - Alessandro Verde, włoski kardynał (zm. 1958)
  - Rudolf Wlassak, austriacki neurolog, fizjolog, wykładowca akademicki (zm. 1930)
- 1866 – Andon Zako Çajupi, albański prozaik, dramaturg, prawnik, działacz narodowy (zm. 1930)
- 1869 – John Robert Clynes, brytyjski związkowiec, polityk (zm. 1949)
- 1870 – Ludwik Eydziatowicz, polski major kancelaryjny Legionów Polskich, inżynier-mechanik, właściciel ziemski, urzędnik, przemysłowiec, działacz społeczny (zm. 1918)
- 1871 – Heinrich Mann, niemiecki pisarz (zm. 1950)
- 1875:
  - Jean Cau, francuski wioślarz (zm. 1921)
  - Albert Marquet, francuski malarz, grafik, rysownik (zm. 1947)
  - Cécile Vogt, francuska neurolog (zm. 1962)
- 1876 – Ermenegildo Pellegrinetti, włoski kardynał (zm. 1943)
- 1879 – Edward Steichen, amerykański fotograf, malarz (zm. 1973)
- 1882 – Zygmunt Kisielewski, polski pisarz (zm. 1942)
- 1885 – Reginald Fletcher, brytyjski arystokrata, polityk, administrator kolonialny (zm. 1961)
- 1886:
  - Siergiej Kirow, radziecki działacz komunistyczny (zm. 1934)
  - Ludwig Mies van der Rohe, niemiecki architekt (zm. 1969)
- 1887 – Väinö Siikaniemi, fiński lekkoatleta, oszczepnik (zm. 1932)
- 1888:
  - Aleksandr Abramowicz, rosyjski działacz komunistyczny, wywiadowca (zm. 1972)
  - Alexei Mateevici, mołdawski duchowny prawosławny, poeta (zm. 1917)
- 1889:
  - Francesco Arena, włoski generał (zm. 1945)
  - Bolesław Olszewski, polski farmaceuta, wykładowca akademicki (zm. 1957)
- 1890:
  - Harald Julin, szwedzki pływak, piłkarz wodny (zm. 1967)
  - Henryk Krukowicz-Przedrzymirski, polski kapitan dyplomowany artylerii, uczestnik powstania warszawskiego, łyżwiarz figurowy, trener hokeja, działacz sportowy (zm. 1944)
  - Władysław Roguski, polski malarz, grafik, projektant tkanin (zm. 1940)
- 1891:
  - Klaudiusz Duż-Duszewski, białoruski działacz polityczny, publicysta, wydawca, tłumacz (zm. 1959)
  - Lajos Zilahy, węgierski prozaik, dramaturg (zm. 1974)
- 1892 – Ferde Grofé, amerykański kompozytor, pianista, aranżer (zm. 1972)
- 1893:
  - Karl Mannheim, niemiecki socjolog, wykładowca akademicki pochodzenia żydowskiego (zm. 1947)
  - Tessa Wheeler, brytyjska archeolog, wykładowczyni akademicka (zm. 1936)
- 1894 – Robert Rembieliński, polski farmaceuta, historyk farmacji, wykładowca akademicki (zm. 1975)
- 1895:
  - Erich Abraham, niemiecki generał piechoty (zm. 1971)
  - Witold Dzierżykraj-Morawski, polski generał brygady (zm. 1944)
  - Heinrich Moos, niemiecki szablista (zm. 1976)
- 1896:
  - Ladislas J. Meduna, węgierski i amerykański psychiatra, neurolog pochodzenia żydowskiego (zm. 1964)
  - Salwator Mollar Ventura, hiszpański franciszkanin, męczennik, błogosławiony (zm. 1936)
  - Paul Sporrenberg, niemiecki funkcjonariusz i zbrodniarz nazistowski (zm. 1961)
- 1897:
  - Rifat Begolli, albański przedsiębiorca, polityk (zm. 1945)
  - Tadeusz Falkiewicz, polski neurolog (zm. 1981)
  - Cyril Slater, kanadyjski hokeista (zm. 1969)
- 1897 – Cyril Slater, kanadyjski hokeista (zm. 1969)
- 1898:
  - Norma Koch, amerykańska kostiumograf (zm. 1979)
  - Marija Rasputina, rosyjska artystka cyrkowa i kabaretowa (zm. 1977)
  - Mårten Stenberger, szwedzki archeolog, wykładowca akademicki (zm. 1973)
- 1899:
  - Kərim Məmmədbəyov, radziecki polityk, funkcjonariusz służb specjalnych (zm. 1938)
  - Francis Ponge, francuski poeta, prozaik (zm. 1988)
  - Rudolf Svensson, szwedzki zapaśnik (zm. 1978)
  - Gloria Swanson, amerykańska aktorka pochodzenia szwedzko-polsko-francusko-niemieckiego (zm. 1983)
- 1900:
  - Zofia Gargasz, polska sklepikarka, Sprawiedliwa wśród Narodów Świata (zm. 1986)
  - Donatus Haugg, niemiecki duchowny i teolog katolicki, wykładowca akademicki, kapelan wojskowy (zm. 1943)
  - John Page, brytyjski łyżwiarz figurowy (zm. 1947)
  - Kazimiera Zajączkowska, polska aktorka (zm. 1995)
- 1901:
  - Carl Barks, amerykański rysownik, scenarzysta filmów animowanych (zm. 2000)
  - Erich Ollenhauer, niemiecki polityk (zm. 1963)
  - Enrique Santos Discépolo, argentyński kompozytor tanga, pisarz (zm. 1951)
  - Gunnar Olsson, szwedzki piłkarz, trener (zm. 1960)
  - Eisaku Satō, japoński polityk, premier Japonii (zm. 1975)
  - Eugeniusz Solarski, polski aktor (zm. 1959)
  - Jefim Trocenko, radziecki generał pułkownik (zm. 1972)
- 1902:
  - Letterio Cucinotta, włoski kierowca wyścigowy (zm. 1987)
  - Irena Morsztynkiewiczowa, polska bibliotekarka (zm. 1986)
- 1903:
  - Imre Kémeri Nagy, węgierski kapitan, działacz i publicysta faszystowski (zm. 1942)
  - Dolores de Miño, paragwajska nauczycielka i polityczka (zm. 1976)
  - Stanisław Szopiński, polski pułkownik, powstaniec śląski, działacz PPS, żołnierz ZWZ i AK (zm. 1976)
- 1904:
  - Adolf Kellner, czeski językoznawca, dialektolog, bohemista, romanista, wykładowca akademicki (zm. 1953)
  - Bronisław Wieczorkiewicz, polski językoznawca, polonista, wykładowca akademicki (zm. 1974)
- 1905:
  - Leroy Carr, amerykański wokalista, pianista, kompozytor bluesowy i jazzowy (zm. 1935)
  - Rudolf-Christoph von Gersdorff, niemiecki generał (zm. 1980)
  - Xıdır Mustafayev, radziecki pułkownik, polityk (zm. 1975)
  - Witold Jan Urbanowicz, polski inżynier, specjalista budowy statków, wykładowca akademicki (zm. 1998)
- 1906:
  - Zbigniew Braniecki, polski komandor podporucznik (zm. 1955)
  - Bernhard Britz, szwedzki kolarz szosowy (zm. 1935)
  - Józef Mierzyński, polski sierżant, uczestnik podziemia niepodległościowego (zm. 1942)
  - Cecil Purdy, australijski szachista, dziennikarz (zm. 1979)
- 1908 – Teodor Błachowiak, polski działacz partyjny, przewodniczący MRN w Toruniu (zm. 1994)
- 1909:
  - Światopełk Karpiński, polski poeta, satyryk (zm. 1940)
  - Golo Mann, niemiecki historyk, eseista, publicysta (zm. 1994)
  - Antoni Świadek, polski duchowny katolicki, męczennik, błogosławiony (zm. 1945)
  - Henryk Szczęsny, polski kapitan pilot, as myśliwski (zm. 1996)
  - Ben Webster, amerykański saksofonista jazzowy (zm. 1973)
- 1910:
  - Manfred Bukofzer, niemiecko-amerykański humanista, muzykolog pochodzenia żydowskiego (zm. 1955)
  - Czesław Dobek, polski prozaik, poeta, dziennikarz (zm. 1973)
  - Krystyna Konarska-Łosiowa, polska poetka (zm. 2002)
  - John R. Pierce, amerykański inżynier (zm. 2002)
- 1911 – Alexa Bokšay, ukraiński piłkarz, bramkarz, trener (zm. 2007)
- 1912:
  - James Callaghan, brytyjski polityk, premier Wielkiej Brytanii (zm. 2005)
  - Bogusław Szwacz, polski artysta plastyk, malarz, rzeźbiarz, pedagog (zm. 2009)
- 1913:
  - Aleksandr Jaszyn, rosyjski poeta (zm. 1968)
  - Paul Maitla, estoński kapitan (zm. 1945)
  - Witold Rudziński, polski kompozytor, dyrygent, historyk muzyki, pedagog (zm. 2004)
- 1914:
  - Richard Denning, amerykański aktor (zm. 1998)
  - Stanisław Has, polski kompozytor, dyrygent (zm. 1997)
  - Budd Schulberg, amerykański scenarzysta, pisarz (zm. 2009)
- 1915:
  - Janina Kościałkowska, polska pisarka emigracyjna (zm. 2004)
  - Robert Lockwood, amerykański gitarzysta bluesowy (zm. 2006)
  - Wang Daohan, chiński polityk, dyplomata (zm. 2005)
- 1916:
  - Abdrauf Dawletow, radziecki porucznik (zm. 1943)
  - Heinz-Wilhelm Eck, niemiecki oficer Kriegsmarine, zbrodniarz wojenny (zm. 1945)
  - Władysław Rodowicz, polski publicysta i działacz katolicki (zm. 2013)
  - Stanisław Zalewski, polski bokser, trener, działacz sportowy (zm. 2001)
- 1917 – Cyrus Vance, amerykański polityk, dyplomata (zm. 2002)
- 1919:
  - Julian Amery, brytyjski polityk (zm. 1996)
  - Stefan Bernas, polski elektroenergetyk, wykładowca akademicki (zm. 1983)
  - Czesława Puzon, polska harcerka (zm. 1944)
- 1920 – Ryszard Drągowski, polski żołnierz AK, uczestnik powstania warszawskiego, działacz turystyczny, ratownik górski (zm. 2009)
- 1921:
  - Moacir Barbosa, brazylijski piłkarz, bramkarz (zm. 2000)
  - Ernst Ehrlich, szwajcarski filozof (zm. 2007)
  - Stanislav Libenský, czeski artysta w szkle, pedagog (zm. 2002)
  - Richard Marner, brytyjski aktor (zm. 2004)
- 1922:
  - Alex Agase, amerykański futbolista, trener pochodzenia irańskiego (zm. 2007)
  - José Eduardo Alvarez Ramírez, salwadorski duchowny katolicki, biskup pomocniczy San Salvador, biskup polowy Salwadoru i biskup San Miguel (zm. 2000)
  - Leon Górecki, polski aktor, choreograf, pedagog (zm. 1983)
  - Wiesław Motoczyński, polski trener i działacz piłkarski (zm. 1996)
- 1923:
  - Shūsaku Endō, japoński pisarz (zm. 1996)
  - Johanna Koning, holenderska lekkoatletka, oszczepniczka (zm. 2006)
  - Louis Simpson, amerykański poeta (zm. 2012)
- 1924 – Sarah Vaughan, amerykańska wokalistka jazzowa (zm. 1990)
- 1925:
  - Zdzisław Drozd, polski polityk (zm. 1994)
  - Betty Miller, amerykańska aktorka (zm. 2004)
  - Henry Plumb, brytyjski rolnik, działacz organizacji rolniczych, polityk, eurodeputowany, przewodniczący Parlamentu Europejskiego (zm. 2022)
- 1926:
  - Sawa (Babyneć), ukraiński biskup prawosławny (zm. 1992)
  - Teodor Kramer, polski ekonomista, wykładowca akademicki (zm. 2014)
  - Marian Leczyk, polski pułkownik, historyk, wykładowca akademicki (zm. 2023)
  - Lucyna Legut, polska aktorka, pisarka, malarka (zm. 2011)
  - Leo Wery, holenderski hokeista na trawie (zm. 2019)
- 1927:
  - Cecil Bødker, duńska pisarka (zm. 2020)
  - Zbigniew Dolatowski, polski grafik, twórca ekslibrisów (zm. 2001)
  - Eugène Philippe LaRocque, kanadyjski duchowny katolicki, biskup Alexandria-Cornwall (zm. 2018)
  - Joachim Olkuśnik, polski kompozytor, publicysta muzyczny (zm. 2008)
  - Cornelius Pasichny, kanadyjski duchowny katolicki obrządku bizantyjsko-ukraińskiego, bazylianin, eparcha Saskatoon i Toronto (zm. 2014)
  - Mstisław Rostropowicz, rosyjski wiolonczelista, dyrygent (zm. 2007)
  - Jacek Sempoliński, polski malarz, rysownik (zm. 2012)
  - Karl Stotz, austriacki piłkarz (zm. 2017)
- 1928:
  - Jean Dotto, francuski kolarz szosowy (zm. 2000)
  - Ryszard Zaorski, polski aktor (zm. 2019)
- 1929:
  - Žarko Petan, słoweński pisarz (zm. 2014)
  - Hallard White, nowozelandzki rugbysta, trener, działacz sportowy (zm. 2016)
- 1930:
  - Henri-Jacques Huet, francuski aktor (ur. 2009)
  - Daniel Spoerri, rumuński artysta awangardowy, pisarz (zm. 2024)
  - Janusz Suchecki, polski żużlowiec (zm. 1990)
- 1931:
  - Pjetër Gaci, albański muzyk, kompozytor (zm. 1995)
  - David Janssen, amerykański aktor (zm. 1980)
  - Yoriaki Matsudaira, japoński kompozytor (zm. 2023)
  - James Odongo, ugandyjski duchowny katolicki, ordynariusz polowy Ugandy, arcybiskup Tororo (zm. 2020)
- 1932:
  - Roberto Farias, brazylijski reżyser, scenarzysta i producent filmowy (zm. 2018)
  - Tadeusz Kępka, polski trener lekkoatletyczny (zm. 2018)
- 1933:
  - Guido Bodrato, włoski ekonomista, polityk, minister edukacji, eurodeputowany (zm. 2023)
  - Tadeusz Matusiak, polski historyk, muzealnik, działacz kulturalny (zm. 2020)
  - Gino Pivatelli, włoski piłkarz
  - Władysław Rozwadowski, polski prawnik, wykładowca akademicki (zm. 2024)
  - Kazimiera Rykowska, polska lekkoatletka, dyskobolka (zm. 2012)
- 1934:
  - István Csurka, węgierski pisarz, dziennikarz, polityk (zm. 2012)
  - Joanis Paleokrasas, grecki ekonomista, polityk, minister finansów (zm. 2021)
  - Peter Schamoni, niemiecki reżyser filmowy (zm. 2011)
  - André Vanderstappen, belgijski piłkarz, bramkarz (zm. 2005)
  - Ermelinde Wertl, austriacka tenisistka stołowa (zm. 2004)
- 1935:
  - Włodzimierz Bednarski, polski aktor (zm. 2020)
  - Julian Glover, brytyjski aktor
  - Bonifacy Miązek, polski duchowny katolicki, poeta, krytyk i historyk literatury (zm. 2018)
- 1936:
  - Edeltraud Eiberle, niemiecka lekkoatletka, wieloboistka
  - Zyta Mojek, polska lekkoatletka, dyskobolka (zm. 2023)
  - Severino Rodrigues da Silva, brazylijski piłkarz
  - Jan Ptaszyn Wróblewski, polski muzyk jazzowy, kompozytor, aranżer, dziennikarz i krytyk muzyczny (zm. 2024)
- 1937:
  - Francesco Janich, włoski piłkarz (zm. 2019)
  - Bernard Lagneau, francuski artysta plastyk (zm. 2024)
  - Kazimierz Zelek, polski biegacz narciarski (zm. 2019)
- 1938:
  - Rolando Irusta, argentyński piłkarz, bramkarz (zm. 2012)
  - Andrzej Jan Piwarski, polski malarz, grafik, działacz społeczny i polonijny (zm. 2025)
  - Kartal Tibet, turecki aktor, reżyser filmowy (zm. 2021)
- 1939:
  - Lawrence Brandt, amerykański duchowny katolicki, biskup Greensburga (zm. 2025)
  - Hubert Fiałkowski, polski piłkarz, trener (zm. 2017)
  - Jay Kim, amerykański polityk
  - Janusz Łętowski, polski prawnik, sędzia Sądu Najwyższego (zm. 1999)
  - Andrzej Nebeski, polski perkusista, pianista, członek zespołów: Niebiesko-Czarni, Polanie, ABC i Old Stars
  - Cale Yarborough, amerykański kierowca wyścigowy, przedsiębiorca (zm. 2023)
- 1940:
  - Silvano Bertini, włoski bokser (zm. 2021)
  - Ullrich Libor, niemiecki żeglarz sportowy
  - Sandro Munari, włoski kierowca rajdowy
  - Czesław Stanula, polski duchowny katolicki, redemptorysta, misjonarz, biskup Itabuny w Brazylii (zm. 2020)
- 1941:
  - Ivan Gašparovič, słowacki polityk, prezydent Słowacji
  - Bożena Kociołkowska, polska tancerka baletowa, choreograf, pedagog
  - Masako Kondō, japońska siatkarka
  - Antonina Łazariewa, rosyjska lekkoatletka, skoczkini wzwyż
  - Marek Oleksiński, polski inżynier, polityk, urzędnik państwowy, wojewoda nowosądecki (zm. 2025)
  - Liese Prokop, austriacka lekkoatleta, polityk (zm. 2006)
- 1942:
  - John Adshead, nowozelandzki piłkarz, trener
  - János Farkas, węgierski piłkarz (zm. 1989)
  - Michael Jackson, brytyjski pisarz, krytyk literacki (zm. 2007)
  - Birger Larsen, duński piłkarz (zm. 2024)
  - John Sulston, brytyjski biolog, biochemik, laureat Nagrody Nobla (zm. 2018)
  - Michael York, brytyjski aktor, producent filmowy
- 1943:
  - Nicolae Pescaru, rumuński piłkarz, trener (zm. 2019)
  - Ryszard Rojek, polski inżynier robotyki i automatyki, wykładowca akademicki (zm. 2024)
- 1944:
  - Hanna Kłoskowska, polska montażystka filmowa
  - Jan Samsonowicz, polski działacz opozycji antykomunistycznej (zm. 1983)
- 1945:
  - Liddy Holloway, nowozelandzka aktorka (zm. 2004)
  - Anna Mae Aquash, działaczka w obronie praw Indian Ameryki Północnej (zm. 1975)
  - Jesús Moraza Ruiz de Azúa, brazylijski duchowny katolicki, biskup prałat Lábrea
  - Władysław Stachurski, polski piłkarz, trener (zm. 2013)
  - Elżbieta Żebrowska, polska lekkoatletka, płotkarka i sprinterka (zm. 2021)
- 1946:
  - Andy Bown, brytyjski muzyk, członek zespołu Status Quo
  - Andrea Giordana, włoski aktor, piosenkarz
- 1947:
  - Ivo Baldi Gaburri, włoski duchowny katolicki, biskup Huarí w Peru (zm. 2021)
  - Oliver Friggieri, maltański prozaik, poeta, tłumacz, krytyk literacki, leksykograf (zm. 2020)
  - Aleksy (Frołow), rosyjski biskup prawosławny (zm. 2013)
  - John Mayhew, brytyjski perkusista, członek zespołu Genesis (zm. 2002)
  - Aad de Mos, holenderski piłkarz, trener
  - Mattheus Pronk, holenderski kolarz torowy i szosowy (zm. 2001)
  - Janusz Skolimowski, polski prawnik, dyplomata
  - Saleh Kebzabo, czadyjski polityk
- 1948:
  - Adam Baumann, polski aktor (zm. 2021)
  - Jens-Peter Bonde, duński polityk, eurodeputowany (zm. 2021)
  - Milada Karbanová, czeska lekkoatletka, skoczkini wzwyż
  - Edgar Selge, niemiecki aktor
- 1949:
  - Ryszard Brzezik, polski ekonomista, samorządowiec, polityk, wiceminister rolnictwa
  - Jean-François Ferraton, francuski malarz, rzeźbiarz
  - Thomas Rodi, amerykański duchowny katolicki, biskup Mobile
  - Poul Ruders, duński kompozytor
  - Dubravka Ugrešić, chorwacka pisarka (zm. 2023)
  - Krzysztof Wakuliński, polski aktor
- 1950:
  - Tony Banks, brytyjski muzyk, członek zespołu Genesis
  - Clément-Joseph Hannouche, egipski duchowny katolicki obrządku syryjskiego, biskup Kairu (zm. 2020)
  - Wojciech Okrasiński, polski matematyk (zm. 2020)
  - Anton Ondruš, słowacki piłkarz
  - Terry Yorath, walijski piłkarz, trener
- 1951:
  - Nigel Cawthorne, amerykański dziennikarz, pisarz, popularyzator historii, wydawca
  - Elisabeth Högström, szwedzka curlerka
  - Sanja Ilić, serbski piosenkarz, klawiszowiec, kompozytor (zm. 2021)
  - Andriej Kozyriew, rosyjski polityk
  - Andrzej Markowiak, polski polityk, poseł na Sejm RP
  - Eduard Martin, czeski prozaik, poeta, dramaturg, wydawca
  - Marielle de Sarnez, francuska polityk, eurodeputowana (zm. 2021)
  - Anna Sobecka, polska polityk, poseł na Sejm RP
  - Muhammad Szatah, libański ekonomista, dyplomata, polityk (zm. 2013)
- 1952:
  - Stanisław Banasiuk, polski aktor
  - Felix Haug, szwajcarski piosenkarz (zm. 2004)
  - Andrzej Stefan Kałuszko, polski reżyser i scenarzysta filmowy
  - Äkeżan Każygeldin, kazachski przedsiębiorca, polityk, premier Kazachstanu
  - Józef Podłużny, polski samorządowiec, wójt gminy Godziesze Wielkie
  - Maria Schneider, francuska aktorka (zm. 2011)
  - Miriama Tuisorisori-Chambault, fidżyjska wszechstronna lekkoatletka
- 1953:
  - Gabriele Gatti, sanmaryński polityk
  - István Joós, węgierski kajakarz
  - Stanisława Kopiec, polska poetka (zm. 2012)
  - Henryka Krzywonos, polska działaczka opozycji antykomunistycznej, polityk, poseł na Sejm RP
  - Annemarie Moser-Pröll, austriacka narciarka alpejska
  - Jerzy Orzeł, polski przedsiębiorca, polityk, wojewoda tarnowski, poseł na Sejm PRL (zm. 2023)
  - Herman Ponsteen, holenderski kolarz szosowy i torowy
  - Edward Superlak, polski trener siatkarski
- 1954:
  - Gerard Batten, brytyjski polityk, eurodeputowany
  - Robbie Haines, amerykański żeglarz sportowy
  - Herbert Hein, niemiecki piłkarz
  - Mirosław Rogala, polski artysta wizualny, teoretyk sztuki, performer, autor instalacji, rysownik, grafik, fotograf, pedagog
  - Mauro Euro Roman, włoski jeździec sportowy
- 1955:
  - Nunu Abaszydze, ukraińska lekkoatletka, kulomiotka
  - Danuta Jabłońska, polska lekkoatletka, dyskobolka
  - Patrick McCabe, irlandzki pisarz
  - Bogdan Mizerski, polski kontrabasista, kompozytor, autor tekstów
  - Danuta Joppek, polska malarka, rysowniczka, scenografka
  - Mariano Rajoy, hiszpański polityk, premier Hiszpanii
  - Rüdiger Reiche, niemiecki wioślarz
  - Gary Sutton, australijski kolarz szosowy i torowy
- 1956:
  - Grzegorz Chodkiewicz, polski trener koszykówki
  - Markéta Fialková, czeska dysydentka, dyplomata (zm. 2011)
  - Wacław Holewiński, polski pisarz, prawnik, wydawca, redaktor, działacz opozycji antykomunistycznej
  - Jiří Škoda, czeski kolarz szosowy
  - Thomas Wassberg, szwedzki biegacz narciarski
- 1957:
  - Wiesław Bober, polski reżyser, scenarzysta, malarz, grafik
  - Billy MacKenzie, szkocki wokalista, członek zespołu The Associates (zm. 1997)
  - Piotr Mandra, polski sztangista
  - Giuseppe Marotta, włoski działacz piłkarski
  - Krzysztof Pieczyński, polski aktor, poeta, prozaik
  - Caroline Williams, amerykańska aktorka
- 1958:
  - Wim Hofkens, holenderski piłkarz
  - Didier de Radiguès, belgijski motocyklista wyścigowy
  - Adrian Rawlins, brytyjski aktor
  - Joanna Szczepanowska, polska biochemik, profesor
- 1959:
  - Miguel Ángel D’Annibale, argentyński duchowny katolicki, biskup San Martín (zm. 2020)
  - Andrew Farriss, australijski muzyk, klawiszowiec, autor tekstów, gitarzysta, członek zespołu INXS
  - Siarhiej Hocmanau, białoruski piłkarz
  - Maria Pasło-Wiśniewska, polska ekonomistka, bankowiec, polityk, poseł na Sejm RP
  - Mariusz Strzałka, polsko-niemiecki szpadzista
  - Brian Tarantina, amerykański aktor (zm. 2019)
- 1960:
  - Əsgər Abdullayev, azerski piłkarz, trener
  - Wiesław Czapiewski, polski major, lekkoatleta, wieloboista, trener (zm. 2019)
  - Jacek Łuczak, polski aktor
  - Hans Pflügler, niemiecki piłkarz
- 1961:
  - Izaskun Bilbao, baskijska i hiszpańska polityk, eurodeputowana
  - Marcelo Daniel Colombo, argentyński duchowny katolicki, arcybiskup Mendozy
  - Janina Juszko, polska lekkoatletka, biegaczka długodystansowa
  - Marek Konopka, polski nauczyciel, samorządowiec, polityk, senator RP
  - Tak Matsumoto, japoński gitarzysta, członek zespołu B’z
  - Christian Ntsay, madagaskarski polityk, premier Madagaskaru
  - Tony Rominger, szwajcarski kolarz szosowy pochodzenia duńskiego
  - Raimon Weber, niemiecki pisarz
- 1962:
  - Kevin J. Anderson, amerykański pisarz science fiction
  - Jann Arden, kanadyjska piosenkarka, kompozytorka, autorka tekstów
  - Christoph Langen, niemiecki bobsleista
  - John O’Farrell, brytyjski pisarz, scenarzysta, prezenter radiowy
  - Marian Ormaniec, polski zootechnik, przedsiębiorca, samorządowiec, wicemarszałek województwa śląskiego (zm. 2021)
  - Wawrzyniec Podrzucki, polski biolog, pisarz science fiction (zm. 2021)
- 1963:
  - Irina Biełowa, rosyjska lekkoatletka, wieloboistka
  - Dave Koz, amerykański saksofonista jazzowy
  - Jerzy Samiec, polski duchowny luterański, biskup, zwierzchnik Kościoła ewangelicko-augsburskiego w RP
  - Gary Stevens, angielski piłkarz
  - Quentin Tarantino, amerykański scenarzysta i reżyser filmowy
  - Xuxa, brazylijska piosenkarka
- 1964:
  - Juan José Méndez, hiszpański kolarz, paraolimpijczyk
  - Kad Merad, francuski aktor, komik, reżyser pochodzenia algierskiego
- 1965:
  - Helena Duplantis, szwedzka lekkoatletka, wieloboistka
  - Marek Dziekan, polski arabista, islamista, literaturoznawca
  - Gregor Foitek, szwajcarski kierowca wyścigowy
- 1966:
  - Ramiro Castillo, boliwijski piłkarz (zm. 1997)
  - Žarko Paspalj, czarnogórski koszykarz
  - Jerzy (Wladimiru), cypryjski biskup prawosławny
- 1967:
  - Teologos (Apostolidis), grecki biskup prawosławny
  - Ana-Misel Asimakopulu, grecka polityk
  - Tom Hammonds, amerykański koszykarz
  - Lars Lagerborg, szwedzki zapaśnik
  - Talisa Soto, amerykańska aktorka, modelka pochodzenia portorykańskiego
  - Dean Starkey, amerykański lekkoatleta, tyczkarz
- 1968:
  - Sandra Hess, szwajcarsko-amerykańska aktorka
  - Stacey Kent, amerykańska wokalistka jazzowa
  - Ma Wenge, chiński tenisista stołowy
  - Ema Ndoja, albańska aktorka
  - Šako Polumenta, czarnogórski piosenkarz, autor tekstów pochodzenia bośniackiego
  - Luca Zaia, włoski polityk, prezydent regionu Wenecja Euganejska
- 1969:
  - Michaił Brodski, ukraiński szachista, trener
  - Kevin Corrigan, amerykański aktor, scenarzysta filmowy
  - Maurycy Gomulicki, polski artysta grafik, fotograf, autor instalacji plastycznych i krótkich form filmowych
  - Mariah Carey, amerykańska piosenkarka, kompozytorka, autorka tekstów, producentka muzyczna
  - Mickey Hardt, szwajcarski aktor, model
  - Gianluigi Lentini, włoski piłkarz
  - Pauley Perrette, amerykańska aktorka
  - Wojciech Saługa, polski polityk, senator i poseł na Sejm RP
- 1970:
  - Brent Fitz, kanadyjsko-amerykański dokumentalista
  - Thomas Gédéon Naudet, francuski filmowiec, dokumentalista
  - Marianne Kjørstad, norweska narciarka alpejska
  - Ołeksandr Kłymenko, ukraiński lekkoatleta, kulomiot (zm. 2000)
  - Elizabeth Mitchell, amerykańska aktorka
  - Lejla Pahlawi, irańska księżniczka (zm. 2001)
  - Uwe Rosenberg, niemiecki projektant gier planszowych
- 1971:
  - Małgorzata Adamczak, polska polityk, senator i poseł na Sejm RP
  - David Coulthard, brytyjski kierowca wyścigowy
  - Nathan Fillion, kanadyjski aktor
- 1972:
  - Jimmy Floyd Hasselbaink, holenderski piłkarz
  - Dmytro Kolesnikow, ukraiński polityk
  - Agathe de La Fontaine, francuska aktorka
  - Kieran Modra, australijski pływak, kolarz szosowy i torowy (zm. 2019)
- 1973:
  - Danijela Đurović, czarnogórska działaczka samorządowa, polityk
  - Agnieszka Dygant, polska aktorka
  - Rui Jorge, portugalski piłkarz, trener
  - Harald Mahrer, austriacki przedsiębiorca, polityk
  - Pablo Pozo, chilijski sędzia piłkarski
  - Zbigniew Rybak, polski rugbysta (zm. 2022)
- 1974:
  - Edgardo Adinolfi, urugwajski piłkarz
  - Marek Citko, polski piłkarz
  - Joan Horrach, hiszpański kolarz szosowy
  - Gaizka Mendieta, hiszpański piłkarz narodowości baskijskiej
  - Sajan Sanczat, rosyjski bokser
- 1975:
  - Radosław Elis, polski aktor
  - Stacy Ferguson, amerykańska wokalistka, członkini zespołu Black Eyed Peas
  - Tom Goegebuer, belgijski sztangista
  - Mihaela Melinte, rumuńska lekkoatletka, młociarka
  - Stefán Þórðarsson, islandzki piłkarz
  - Andrzej Szarata, polski profesor nauk inżynieryjno-technicznych
- 1976:
  - Djamel Belmadi, algierski piłkarz
  - Danny Fortson, amerykański koszykarz
  - Ha Tae-yeon, południowokoreański zapaśnik
- 1977:
  - Joanis Melisanidis, grecki gimnastyk
  - Juraj Minčík, słowacki kajakarz górski
  - Lidia Miś, polska autorka literatury dziecięcej i młodzieżowej
  - Buffy-Lynne Williams-Alexander, kanadyjska wioślarka
  - Nils Winter, niemiecki lekkoatleta, skoczek w dal
- 1978:
  - Isabella Adinolfi, włoska polityk, eurodeputowana
  - Amélie Cocheteux, francuska tenisistka
  - Marcin Łapeciński, polski rolnik, samorządowiec, członek zarządu województwa zachodniopomorskiego
- 1979:
  - Michael Cuddyer, amerykański baseballista
  - Martin Larsson, szwedzki biegacz narciarski
  - Lee Ji-hoon, południowokoreański piosenkarz, aktor
  - Dominik Tarczyński, polski działacz katolicki, publicysta, polityk, poseł na Sejm RP i eurodeputowany
- 1980:
  - Gianpaolo Bellini, włoski piłkarz
  - Cesare Cremonini, włoski piosenkarz
  - Nicolas Duvauchelle, francuski aktor, model
  - Dienis Koczetkow, rosyjski hokeista
  - Michaela Paštiková, czeska tenisistka
  - Greg Puciato, amerykański muzyk, kompozytor, wokalista pochodzenia białoruskiego, członek zespołów The Dillinger Escape Plan i Killer Be Killed
  - Maksim Szewczenko, kazachski piłkarz pochodzenia rosyjskiego
- 1981:
  - Merouane Abdouni, algierski piłkarz, bramkarz
  - Cacau, niemiecki piłkarz pochodzenia brazylijskiego
  - John Kristian Dahl, norweski biegacz narciarski
  - Quim Gutiérrez, hiszpański aktor
  - Akhil Kumar, indyjski bokser
  - Sven Riederer, szwajcarski triathlonista
  - Edinah Rotich, kenijska siatkarka
- 1982:
  - Fredy Bareiro, paragwajski piłkarz
  - Shawn Beveney, gujański piłkarz
  - Ewa Grzesik, polska lekkoatletka, biegaczka długodystansowa
  - Alison Knowles, brytyjska wioślarka
- 1983:
  - Alina Devecerski, szwedzka piosenkarka
  - Julija Gołubczikowa, rosyjska lekkoatletka, tyczkarka
  - Robert Guerrero, amerykański bokser pochodzenia meksykańskiego
  - Wasilij Koszeczkin, rosyjski hokeista, bramkarz
  - Igor Picușceac, mołdawski piłkarz
- 1984:
  - Adam Ashley-Cooper, australijski rugbysta
  - Michaël Cordier, belgijski piłkarz, bramkarz
  - Serhij Czaban, ukraiński piłkarz
  - Alexandru Gațcan, mołdawski piłkarz
  - Brett Holman, australijski piłkarz
  - Hukos, polski raper
  - Jon Paul Steuer, amerykański aktor (zm. 2018)
  - Fernando Usero, hiszpański piłkarz
- 1985:
  - Chadżymurat Akkajew, rosyjski sztangista
  - Guillaume Joli, francuski piłkarz ręczny
  - Nadieżda Skardino, białoruska biathlonistka
  - Karina Vnukova, litewska lekkoatletka, skoczkini wzwyż
- 1986:
  - Yuderqui Contreras, dominikańska sztangistka
  - Ivan Čupić, chorwacki piłkarz ręczny
  - Dawit Jurczenko, ormiański piłkarz pochodzenia rosyjskiego
  - Agata Korc, polska pływaczka
  - Chris Lofton, amerykański koszykarz
  - Manuel Neuer, niemiecki piłkarz, bramkarz
  - Artur Waś, polski łyżwiarz szybki
- 1987:
  - Zaraah Abrahams, brytyjska aktorka
  - Alejandro Castro, meksykański piłkarz
  - Nadieżda Charczenko, rosyjska piłkarka
  - Polina Gagarina, rosyjska piosenkarka
  - Buster Posey, amerykański baseballista
  - Dawid Pyra, polski lekkoatleta, wieloboista
  - Patrik Zackrisson, szwedzki hokeista
- 1988:
  - Holliday Grainger, brytyjska aktorka
  - Jessie J, brytyjska piosenkarka
  - Mohamed Sbihi, brytyjski wioślarz pochodzenia marokańskiego
  - Brenda Song, amerykańska aktorka, piosenkarka
  - Maciej Tomczykiewicz, polski prawnik, polityk, poseł na Sejm RP
  - Atsuto Uchida, japoński piłkarz
- 1989:
  - Makrem Ben Romdhane, tunezyjski koszykarz
  - Matt Harvey, amerykański baseballista
  - Jermaine Love, amerykański koszykarz
  - Šarūnas Vasiliauskas, litewski koszykarz
- 1990:
  - Amir Abrashi, albański piłkarz
  - Kimbra, nowozelandzka piosenkarka
  - Bartłomiej Misiewicz, polski polityk, rzecznik prasowy MON
  - Nicolas N’Koulou, kameruński piłkarz
  - Natalia Sánchez, hiszpańska aktorka, piosenkarka, modelka
  - Giovanbattista Venditti, włoski rugbysta
  - Marzena Zięba, polska sztangistka
- 1991:
  - Klaudia Blus, polska lekkoatletka, płotkarka i sprinterka
  - Miki Furuya, japońska siatkarka
  - Björn Höhne, niemiecki siatkarz
  - Roman Karasiuk, ukraiński piłkarz
  - London on da Track, amerykański producent muzyczny, autor tekstów
  - Chloe Marshall, brytyjska modelka, zwyciężczyni konkursów piękności
  - Ahmed Samir, jordański piłkarz
  - Josh Selby, amerykański koszykarz
  - Shayne Whittington, amerykańsko-macedoński koszykarz
- 1992:
  - Lukáš Budínský, czeski piłkarz
  - Grant Hardie, szkocki curler
  - István Kovács, węgierski piłkarz
  - Maciej Milewski, polski gitarzysta, producent muzyczny, kompozytor
  - Marc Muniesa, hiszpański piłkarz
- 1993:
  - Luca Aerni, szwajcarski narciarz alpejski
  - Darija Derkacz, włoska lekkoatletka, skoczkini w dal i trójskoczkini pochodzenia ukraińskiego
  - Gonzalo Escalante, argentyński piłkarz
  - Fraser Fyvie, szkocki piłkarz
  - Lidia Isac, mołdawska piosenkarka, dziennikarka
  - Gustav Lundbäck, szwedzki narciarz alpejski
  - Brandon Nimmo, amerykański baseballista
  - Ángel Trinidad de Haro, hiszpański siatkarz
  - Luan Vieira, brazylijski piłkarz
- 1994:
  - Yoan Cardinale, francuski piłkarz, bramkarz
  - Lucia Mokrášová, słowacka lekkoatletka, wieloboistka
  - Wesley Vázquez, portorykański lekkoatleta, średniodystansowiec
- 1995:
  - Stephen Bassett, amerykański kolarz szosowy
  - Mac Bohonnon, amerykański narciarz dowolny
  - Bilal El-Bahja, marokański zapaśnik
  - Marlon Freitas, brazylijski piłkarz
  - Te Atawhai Hudson-Wihongi, nowozelandzki piłkarz
  - John-Henry Krueger, amerykański łyżwiarz szybki, specjalista short tracku
  - Luis Javier Mosquera, kolumbijski sztangista
  - Bill Tuiloma, nowozelandzki piłkarz pochodzenia samoańskiego
  - Zawur Ugujew, rosyjski zapaśnik
- 1996 – Marcin Wieluński, polski koszykarz
- 1997:
  - Muhsen Al-Ghassani, omański piłkarz
  - Teahna Daniels, amerykańska lekkoatletka, sprinterka
  - Lisa, tajska wokalistka, raperka, członkini zespołu Blackpink
  - Kristóf Rasovszky, węgierski pływak długodystansowy
  - Eda Tuğsuz, turecka lekkoatletka, oszczepniczka
  - Magdalena Warakomska, polska łyżwiarka szybka, specjalistka short tracku
- 1998:
  - Finn Dahmen, niemiecki piłkarz, bramkarz pochodzenia angielskiego
  - Johanna Hagström, szwedzka biegaczka narciarska
  - Barbara Kostrzewska, polska lekkoatletka, wieloboistka
  - Ľubomír Tupta, słowacki piłkarz
- 1999 – Tudor Băluță, rumuński piłkarz
- 2000:
  - Enis Fazłagiḱ, macedoński piłkarz
  - Julia Kornacka, polska aktorka
  - Teja Podgornik, słoweńska siatkarka
- 2001:
  - Sommer Gendron, kanadyjska snowboardzistka
  - Erdoğan Kaya, turecki piłkarz
  - David Roddy, amerykański koszykarz
- 2002 – Darija Snihur, ukraińska tenisistka
- 2003:
  - Jeremy Peralta, ekwadorski zapaśnik
  - Jekatierina Riabowa, rosyjsko-azerska łyżwiarka figurowa
- 2004 – Amira Willighagen, holenderska piosenkarka

## Zmarli
- 710 – Rupert z Salzburga, pierwszy biskup Salzburga, święty (ur. ok. 650)
- 973 – Hermann Billung, książę Saksonii (ur. ?)
- 1221 – Berengaria, infantka portugalska, królowa duńska (ur. ok. 1195)
- 1378 – Grzegorz XI, papież (ur. ok. 1329)
- 1381 – Joanna Manuel, królowa kastylijska (ur. 1339)
- 1390 – Jadwiga Żagańska, królowa Polski (ur. ?)
- 1427 – Rinaldo Brancaccio, włoski kardynał (ur. ?)
- 1428 – Otton II, książę szczeciński (ur. ok. 1380)
- 1462 – Wasyl II Ślepy, wielki książę moskiewski (ur. 1415)
- 1472 – Janus Pannonius, węgiersko-chorwacki humanista, neołaciński poeta, dyplomata, biskup (ur. 1434)
- 1482 – Maria Burgundzka, księżna Burgundii, Luksemburga i Brabancji (ur. 1457)
- 1507 – Wojciech Tabor, polski duchowny katolicki, biskup wileński (ur. 1453)
- 1526 – Małgorzata, księżniczka wołogoska, słupska i szczecińska, księżna meklemburska na Schwerinie (ur. 1470)
- 1530 – Mila Gojsalić, chorwacka bohaterka ludowa (ur. ?)
- 1532 – Jan II Dobry, książę opolski (ur. ok. 1460)
- 1537 – Joannis ab Indagine, niemiecki astrolog (ur. ok. 1467)
- 1562 – Leonard Słończewski, polski duchowny katolicki, biskup kamieniecki (ur. ?)
- 1564 – Lütfi Pasza, wielki wezyr Imperium Osmańskiego (ur. 1488)
- 1597 – Stanisław Bornbach, polski kronikarz (ur. 1530)
- 1598 – Théodore de Bry, flamandzki kartograf, złotnik, rysownik, rytownik (ur. 1528)
- 1610 – Innocenzo del Bufalo-Cancellieri, włoski duchowny katolicki, biskup Camerino, kardynał (ur. 1565 lub 65)
- 1613 – Zygmunt Batory, książę Siedmiogrodu (ur. 1572)
- 1615 – Małgorzata Walezjuszka, królowa Francji i Nawarry (ur. 1553)
- 1617 – Jerzy II, książę darłowski i bukowski (ur. 1582)
- 1619 – Stanisław Rozdrażewski, polski jezuita, pedagog (ur. 1540)
- 1625 – Jakub I Stuart, król Szkocji i Anglii (ur. 1566)
- 1659 – Jan Ferdynand Sapieha, cześnik wielki litewski, dowódca wojskowy (ur. 1629)
- 1667 – Franciszek Wesselényi, węgierski szlachcic, dowódca wojskowy, palatyn Węgier (ur. 1605)
- 1669 – Mikołaj Cichowski, polski jezuita, pisarz i polemista religijny (ur. 1598)
- 1679 – Abraham Mignon, holenderski malarz (ur. 1640)
- 1681 – Maciej Marian Kurski, polski duchowny katolicki, biskup bakowski (ur. ?)
- 1707 – Jean-François Gerbillon, francuski jezuita, misjonarz, uczony (ur. 1854)
- 1714:
  - Karolina Amelia Heska, królowa Danii i Norwegii (ur. 1650)
  - Antoni Ulryk, książę Brunszwiku-Wolfenbüttel (ur. 1633)
- 1717 – Margaretha Susanna von Kuntsch, niemiecka pisarka, poetka (ur. 1651)
- 1726 – Carlo Luigi Pietragrua, włoski kompozytor (ur. 1665)
- 1729 – Leopold I Józef, książę cieszyński i lotaryński (ur. 1679)
- 1740 – Antoni (Stachowski), rosyjski biskup i święty prawosławny (ur. ?)
- 1745 – Tomasso Crudeli, włoski poeta (ur. 1702)
- 1757 – Johann Stamitz, czesko-niemiecki kompozytor (ur. 1717)
- 1767 – Alonso Verdugo y Castilla, hiszpański hrabia, dyplomata, pisarz (ur. 1706)
- 1770 – Giovanni Battista Tiepolo, włoski malarz (ur. 1696)
- 1778 – Nicolas Sébastien Adam, francuski rzeźbiarz (ur. 1705)
- 1801 – Piotr Jo Yong-sam, koreański męczennik i błogosławiony katolicki (ur. ?)
- 1809 – Joseph-Marie Vien, francuski malarz, rysownik, grafik (ur. 1716)
- 1812 – Gioacchino Albertini, włoski kompozytor, dyrygent (ur. 1748)
- 1814 – William Smith, amerykański kupiec, polityk (ur. 1728)
- 1820 – Gerhard von Kügelgen, niemiecki malarz (ur. 1772)
- 1821 – Jacek Małachowski, polski hrabia, polityk (ur. 1737)
- 1824 – Louis-Marie de La Révellière-Lépaux, francuski polityk, rewolucjonista (ur. 1753)
- 1825 – Wincenty Feliks Czosnowski, polski szlachcic, dowódca wojskowy (ur. ok. 1760)
- 1832 – Salomon Halpert, polski przedsiębiorca, bankier pochodzenia żydowskiego (ur. 1773)
- 1837 – Józef Coudrin, francuski duchowny katolicki (ur. 1768)
- 1840 – Carl Boethke, niemiecki polityk, nadburmistrz Bydgoszczy (ur. 1797)
- 1848 – Gabriel Bibron, francuski zoolog, herpetolog (ur. 1805)
- 1849 – Archibald Acheson, brytyjski arystokrata, administrator kolonialny (ur. 1776)
- 1850 – Wilhelm Beer, niemiecki bankier, astronom amator (ur. 1797)
- 1852 – Józef Goldtmann, polski duchowny katolicki, biskup sandomierski (ur. 1782)
- 1854 – William Bentinck, brytyjski arystokrata, polityk (ur. 1768)
- 1864 – Jean-Jacques Ampère, francuski historyk, filolog, literat (ur. 1800)
- 1868 – Ludwik Edward Cestac, francuski duchowny katolicki, błogosławiony (ur. 1801)
- 1875:
  - Alute, chińska cesarzowa (ur. 1854)
  - Edgar Quinet, francuski filozof, historyk, polityk, pisarz, mesjanista (ur. 1803)
  - Juan Crisóstomo Torrico, peruwiański wojskowy, polityk, prezydent Peru (ur. 1808)
- 1878:
  - George Gilbert Scott, brytyjski architekt (ur. 1811)
  - Dobri Wojnikow, bułgarski dramatopisarz, działacz kulturalno-oświatowy (ur. 1833)
- 1879 – Dezydery Chłapowski, polski generał, uczestnik powstania listopadowego (ur. 1788)
- 1880 – Francis Alexander, amerykański malarz portrecista (ur. 1800)
- 1882 – Jørgen Moe, norweski biskup luterański, pisarz, folklorysta (ur. 1813)
- 1885 – Friedrich Josef von Schwarzenberg, czeski duchowny katolicki, arcybiskup Salzburga, arcybiskup metropolita praski i prymas Czech (ur. 1809)
- 1888 – Franciszek Faà di Bruno, włoski duchowny katolicki, fizyk, matematyk, błogosławiony (ur. 1825)
- 1893 – Alphonse Beau de Rochas, francuski inżynier (ur. 1815)
- 1898:
  - Franciszka Bragança, infantka portugalska, księżniczka brazylijska (ur. 1824)
  - Syed Ahmed Khan, indyjski muzułmanin, pragmatyk, reformator islamu, filozof (ur. 1817)
- 1899 – James Duggan, amerykański duchowny katolicki pochodzenia irlandzkiego, biskup Chicago (ur. 1825)
- 1900 – Florian Ziemiałkowski, polski prawnik, działacz niepodległościowy, polityk (ur. 1817)
- 1904 – Wanda Żeleńska, polska pisarka, tłumaczka pochodzenia żydowskiego (ur. 1841)
- 1906 – Eugène Carrière, francuski malarz, grafik (ur. 1849)
- 1909:
  - Theodor Haase, austriacki pastor ewangelicki, wydawca prasy, polityk (ur. 1834)
  - Wilhelm Whitmee, brytyjski duchowny katolicki, generał zakonu pallotynów (ur. 1851)
- 1910 – Jan Głogowski, polski lekarz, działacz endecki i oświatowy (ur. 1854)
- 1916 – Antoni Ejsmond, polski botanik, pedagog (ur. 1850)
- 1917 – Giuseppe Sommaruga, włoski architekt (ur. 1867)
- 1918:
  - Henry Brooks Adams, amerykański historyk, pisarz, krytyk literacki, wykładowca akademicki (ur. 1838)
  - Martin Sheridan, amerykański wszechstronny lekkoatleta (ur. 1881)
- 1919 – Jan Lehr, polski podporucznik piechoty (ur. 1893)
- 1920 – Bronisława Wierusz-Kowalska, polska pisarka, tłumaczka (ur. ?)
- 1922:
  - Władysław Dunin-Borkowski, polski rotmistrz, malarz (ur. 1884)
  - Stanisław Jabłoński, polski lekarz, samorządowiec, burmistrz Rzeszowa (ur. 1853)
- 1923:
  - James Dewar, brytyjski chemik, fizyk, wykładowca akademicki (ur. 1842)
  - Wawrzyniec Hajda, śląski poeta, działacz ludowy (ur. 1844)
- 1924:
  - Walter Parratt, brytyjski kompozytor, organista, pedagog (ur. 1841)
  - Matthias Wirtz, niemiecki inżynier (ur. 1859)
- 1925:
  - Teodora Monczuńska, polska szlachcianka, uczestniczka powstania styczniowego (ur. 1839)
  - Karl Gottfried Neumann, niemiecki matematyk, wykładowca akademicki (ur. 1832)
- 1927 – Klaus Berntsen, duński polityk, premier Danii (ur. 1844)
- 1928 – Juraj Biankini, chorwacki duchowny katolicki, publicysta, polityk (ur. 1847)
- 1931 – Arnold Bennett, brytyjski pisarz (ur. 1867)
- 1932 – Bolesław Erzepki, polski historyk literatury, bibliotekarz, wykładowca akademicki (ur. 1852)
- 1933 – Matylda Wettyn, księżniczka Saksonii (ur. 1863)
- 1934 – Thomas Huston Macbride, amerykański botanik, mykolog, ekolog, wykładowca akademicki (ur. 1848)
- 1935 – Bronisław Blumski, polski major artylerii (ur. 1896)
- 1936 – Christine Johanna Buisman, holenderska mykolog (ur. 1900)
- 1937:
  - Axel Anderberg, szwedzki architekt (ur. 1860)
  - Franz Gerger, austriacki kolarz szosowy i torowy (ur. 1867)
- 1938:
  - Frigyes Mezei, węgierski lekkoatleta, sprinter (ur. 1887)
  - Tom Seeberg, norweski strzelec sportowy (ur. 1860)
  - William Stern, niemiecki filozof, psycholog (ur. 1871)
- 1939 – Abd ar-Rahim al-Hadżdż Muhammad, palestyński wojskowy, przywódca powstania antybrytyjskiego w Palestynie (ur. 1892)
- 1940 – Michael Savage, nowozelandzki polityk, premier Nowej Zelandii (ur. 1872)
- 1941 – Edward Paterek, polski sierżant pilot (ur. 1910)
- 1942:
  - Julio González, hiszpański malarz, rzeźbiarz (ur. 1876)
  - Vernon Kell, brytyjski generał-major oraz funkcjonariusz kontrwywiadu, założyciel oraz pierwszy dyrektor generalny MI5 (ur. 1873)
  - Alfons Maniura, polski ogniomistrz, powstaniec śląski, działacz sportowy (ur. 1895)
- 1943:
  - Grigorij Bachcziwandży, radziecki pilot doświadczalny i myśliwski (ur. 1908)
  - George Monckton-Arundell, brytyjski pułkownik, polityk, gubernator generalny Nowej Zelandii (ur. 1882)
  - Narcyz Witczak-Witaczyński, polski chorąży kawalerii, fotograf wojskowy (ur. 1898)
- 1944:
  - Mieczysław Centnerszwer, polski chemik, wykładowca akademicki pochodzenia żydowskiego (ur. 1874)
  - Antoni Grzesiński, polski polityk, poseł na Sejm Ustawodawczy (ur. 1864)
  - Konstantin Olszanski, radziecki oficer marynarki (ur. 1915)
- 1945:
  - Ángel Melogno, urugwajski piłkarz (ur. 1905)
  - Ernst Stieberitz, niemiecki major, kompozytor, muzyk (ur. 1877)
  - Halit Ziya Uşaklıgil, turecki poeta, dramaturg (ur. 1866)
- 1946:
  - Octave Aubry, francuski pisarz (ur. 1881)
  - Robert Best, australijski prawnik, polityk (ur. 1856)
  - Karl Groos, niemiecki psycholog, pedagog (ur. 1861)
  - Stanisław Kalinowski, polski fizyk, wykładowca akademicki (ur. 1873)
  - Ludvig Kornerup, szwedzki sędzia, trener i działacz piłkarski pochodzenia duńskiego (ur. 1871)
  - George Larkin, amerykański aktor (ur. 1887)
  - Czesław Skonieczny, polski aktor (ur. 1894)
- 1947 – Tadeusz Żerański, polski inżynier elektryk (ur. 1880)
- 1950 – Dezső Földes, węgierski szablista (ur. 1880)
- 1952:
  - Jan Hupka, polski prawnik, ziemianin, polityk (ur. 1866)
  - Feliks Kopera, polski historyk sztuki, muzeolog (ur. 1871)
  - Kiichirō Toyoda, japoński przedsiębiorca (ur. 1894)
- 1954 – Walter Marcus Pierce, amerykański prawnik, przedsiębiorca, polityk (ur. 1861)
- 1955 – Iwan Turianica, radziecki polityk (ur. 1901)
- 1956:
  - William McKie, brytyjski zapaśnik (ur. 1884)
  - Évariste Lévi-Provençal, francuski historyk, arabista, orientalista, wykładowca akademicki pochodzenia żydowskiego (ur. 1894)
  - Aleksander Karol Ludwik Sułkowski, polski arystokrata, książę bielski (ur. 1893)
- 1957 – Jan Gorazdowski, polski pułkownik piechoty (ur. 1896)
- 1958 – Tadeusz Brzeski, polski ekonomista, wykładowca akademicki (ur. 1884)
- 1959:
  - Jindřich Kamenický, czeski prawnik, polityk (ur. 1879)
  - Eleuteriusz (Woroncow), rosyjski biskup prawosławny (ur. 1892)
- 1960:
  - Gregorio Marañón, hiszpański lekarz, historyk, filozof, wykładowca akademicki (ur. 1887)
  - Wincenty Nowakowski, polski aktor, śpiewak, pedagog (ur. 1891)
- 1961 – Angela Iacobellis, włoska Służebnica Boża (ur. 1948)
- 1962:
  - James Basevi, brytyjski scenograf filmowy, ekspert od efektów specjalnych (ur. 1890)
  - Jack Britton, amerykański bokser (ur. 1885)
  - Heinz Jercha, niemiecka ofiara muru berlińskiego (ur. 1934)
  - Augusta Savage, amerykańska rzeźbiarka (ur. 1892)
- 1963:
  - Harry Piel, niemiecki aktor, reżyser filmowy (ur. 1892)
  - Petro Werszyhora, radziecki generał major, dowódca partyzancki, pisarz (ur. 1905)
- 1964:
  - Maurice Vertongen, belgijski piłkarz (ur. 1886)
  - Józef Wąsowicz, polski geograf, kartograf, wykładowca akademicki (ur. 1900)
- 1965 – Dirk Lotsij, holenderski piłkarz (ur. 1882)
- 1967:
  - Maria Eugeniusz Grialou, francuski karmelita, błogosławiony (ur. 1894)
  - Jaroslav Heyrovský, czeski chemik, laureat Nagrody Nobla (ur. 1890)
  - Richard Tesařík, czechosłowacki generał (ur. 1915)
- 1968:
  - Jurij Gagarin, radziecki pilot wojskowy, kosmonauta (ur. 1934)
  - Judif Glizier, radziecka aktorka (ur. 1904)
  - Paul Hallinan, amerykański duchowny katolicki, arcybiskup metropolita Atlanty (ur. 1911)
  - Władimir Sieriogin, radziecki pilot wojskowy (ur. 1922)
- 1970 – Jerzy Koller, polski teatrolog, krytyk literacki, historyk sztuki (ur. 1882)
- 1972:
  - Krystyna Chimanienko, polska aktorka, piosenkarka (ur. 1934)
  - Stefan Jacek Dembiński, polski generał brygady (ur. 1887)
  - Maurits Cornelis Escher, holenderski malarz, grafik (ur. 1898)
  - Lorenzo Wright, amerykański lekkoatleta, skoczek w dal i sprinter (ur. 1926)
- 1973 – Michaił Kałatozow, rosyjski reżyser filmowy (ur. 1903)
- 1974:
  - Eduardo Santos, kolumbijski polityk, prezydent Kolumbii (ur. 1888)
  - Wang Ming, chiński polityk komunistyczny (ur. 1904)
- 1976 – Ernst Albrecht, niemiecki piłkarz (ur. 1907)
- 1977:
  - Tadeusz Rutkowski, polski komandor porucznik (ur. 1906)
  - Jacob Veldhuyzen van Zanten, holenderski pilot cywilny (ur. 1927)
- 1978:
  - Sverre Farstad, norweski łyżwiarz szybki (ur. 1920)
  - Konrad Olchowicz, polski publicysta, dziennikarz, literat, przedsiębiorca prasowy, polityk, senator RP (ur. 1894)
  - Kunwar Digvijay Singh, indyjski hokeista na trawie (ur. 1922)
- 1979 – Ryhor Kruszyna, białoruski poeta, prozaik (ur. 1907)
- 1980:
  - Czesław Czapów, polski socjolog, wykładowca akademicki, działacz opozycji antykomunistycznej (ur. 1925)
  - Alojzy Świątek, polski inżynier rolnik, wykładowca akademicki (ur. 1908)
- 1981:
  - Jakob Ackeret, szwajcarski aerodynamik, wykładowca akademicki (ur. 1898)
  - Preben Kaas, duński komik, aktor, reżyser i scenarzysta filmowy (ur. 1930)
  - Jüri Kukk, estoński chemik, wykładowca akademicki, dysydent (ur. 1940)
  - Mao Dun, chiński pisarz (ur. 1896)
  - Alichan Makojew, radziecki podpułkownik (ur. 1922)
- 1982 – John Addey, brytyjski astrolog (ur. 1920)
- 1983:
  - Jānis Ivanovs, łotewski kompozytor, pedagog (ur. 1906)
  - Hanna Malewska, polska pisarka (ur. 1911)
- 1984 – Stefan Porębowicz, polski architekt (ur. 1904)
- 1985 – Bazyli Wojtowicz, polski rzeźbiarz (ur. 1899)
- 1986 – Lambert Redd, amerykański lekkoatleta, skoczek w dal (ur. 1908)
- 1987:
  - Luis Chavez y González, salwadorski duchowny katolicki, arcybiskup metropolita San Salvador, Sługa Boży (ur. 1901)
  - Hans-Georg von der Osten, niemiecki pilot wojskowy, as myśliwski (ur. 1895)
- 1988 – Renato Salvatori, włoski aktor (ur. 1933)
- 1989 – May Allison, amerykańska aktorka (ur. 1890)
- 1990 – Percy Beard, amerykański lekkoatletyka, płotkarz (ur. 1908)
- 1991:
  - Ralph Bates, brytyjski aktor (ur. 1940)
  - Aldo Ray, amerykański aktor (ur. 1926)
- 1992:
  - Easley Blackwood, amerykański brydżysta (ur. 1903)
  - Józef Kuśmierek, polski pisarz, reportażysta, dziennikarz (ur. 1927)
  - James E. Webb, amerykański urzędnik państwowy (ur. 1906)
- 1993:
  - Kamal Hasan Ali, egipski generał, polityk, premier Egiptu (ur. 1921)
  - Charles Anderson, amerykański jeździec sportowy (ur. 1914)
  - Ernst Streng, niemiecki kolarz torowy i szosowy (ur. 1942)
  - Ludwik Szenderowski, polski duchowny protestancki (ur. 1905)
- 1995:
  - René Allio, francuski reżyser, scenarzysta i scenograf filmowy, malarz (ur. 1924)
  - Margita Figuli, słowacka pisarka (ur. 1909)
  - Pjetër Gaci, albański muzyk, kompozytor (ur. 1931)
  - Imre Nyéki, węgierski pływak (ur. 1928)
- 1996:
  - Ignace Kowalczyk, francuski piłkarz, trener pochodzenia polskiego (ur. 1913)
  - André Lefevere, belgijski tłumacz, teoretyk przekładu (ur. 1945)
- 1997:
  - Émile Stijnen, belgijski piłkarz (ur. 1907)
  - Zenon Wiktorczyk, polski satyryk, konferansjer, reżyser teatralny, dziennikarz (ur. 1918)
- 1998:
  - Julio César Britos, urugwajski piłkarz (ur. 1926)
  - Ferdinand Anton Ernst Porsche, austriacki przedsiębiorca motoryzacyjny (ur. 1909)
- 1999 – Nachum Stelmach, izraelski piłkarz (ur. 1936)
- 2000:
  - Władysław Bojarski, polski prawnik, wykładowca akademicki (ur. 1931)
  - Ian Dury, brytyjski wokalista rockowy, autor tekstów, aktor (ur. 1942)
  - Yrjö Lehtilä, fiński lekkoatleta, kulomiot (ur. 1916)
  - Spartak Makowski, radziecki pilot wojskowy, as myśliwski (ur. 1920)
- 2001:
  - Fred Germonprez, flamandzki pisarz, dziennikarz (ur. 1914)
  - Jerzy Łagoda, polski generał pilot (ur. 1924)
- 2002:
  - Milton Berle, amerykański aktor pochodzenia żydowskiego (ur. 1908)
  - Dudley Moore, brytyjski aktor, satyryk, pisarz (ur. 1935)
  - Tadeusz Rut, polski lekkoatleta, młociarz (ur. 1931)
  - Sture Stork, szwedzki żeglarz sportowy (ur. 1930)
  - Billy Wilder, amerykański reżyser, scenarzysta i producent filmowy pochodzenia żydowskiego (ur. 1906)
- 2004:
  - Christopher Longuet-Higgins, brytyjski chemik, wykładowca akademicki (ur. 1923)
  - Edward Piszek, amerykański przemysłowiec, filantrop pochodzenia polskiego (ur. 1916)
  - Adán Sánchez, meksykański piosenkarz (ur. 1984)
- 2005 – Irena Felchnerowska, polska siatkarka (ur. 1930)
- 2006:
  - Lesław Bartelski, polski prozaik, poeta, krytyk literacki, publicysta, varsavianista (ur. 1920)
  - Werner Camichel, szwajcarski bobsleista (ur. 1945)
  - Dan Curtis, amerykański reżyser filmowy (ur. 1928)
  - Stanisław Lem, polski pisarz science fiction, filozof, futurolog (ur. 1921)
  - Paweł Parniak, polski superstulatek (ur. 1890)
  - Rudolf Vrba, słowacki farmakolog pochodzenia żydowskiego (ur. 1924)
- 2007:
  - Wojciech Drabowicz, polski śpiewak operowy (baryton) (ur. 1966)
  - Tadeusz Kocyba, polski kompozytor, dyrygent, pedagog (ur. 1933)
  - Paul Lauterbur, amerykański chemik, laureat Nagrody Nobla (ur. 1929)
  - Joe Sentieri, włoski piosenkarz (ur. 1925)
- 2008 – Władysław Pietrzak, polski działacz sportu motorowego (ur. 1919)
- 2009 – Maria Kurnatowska, polska działaczka samorządowa, polityk, poseł na Sejm RP (ur. 1945)
- 2010:
  - Zbigniew Gut, polski piłkarz (ur. 1949)
  - Eva Markvoort, kanadyjska blogerka (ur. 1984)
  - Wasilij Smysłow, rosyjski szachista (ur. 1921)
- 2011:
  - Clement Arrindell, polityk z Saint Kitts i Nevis, pierwszy gubernator generalny (ur. 1931)
  - Farley Granger, amerykański aktor (ur. 1925)
  - H.R.F. Keating, brytyjski pisarz (ur. 1926)
- 2012:
  - Adrienne Rich, amerykańska poetka, pisarka (ur. 1929)
  - Wiktor Wołkow, polski fotografik (ur. 1942)
  - Michał Żórawski, polski dyplomata (ur. 1939)
- 2013:
  - Andrzej Iwiński, polski aktor (ur. 1934)
  - Fay Kanin, amerykańska aktorka, scenarzystka filmowa (ur. 1917)
- 2014:
  - Augustin Deleanu, rumuński piłkarz (ur. 1944)
  - James Schlesinger, amerykański polityk (ur. 1929)
- 2015:
  - Rik Battaglia, włoski aktor (ur. 1927)
  - Rod Hundley, amerykański koszykarz, komentator sportowy (ur. 1934)
  - Stanisław Składowski, polski polityk, poseł na Sejm PRL (ur. 1939)
  - Gerard Straburzyński, polski lekarz-balneolog, profesor nauk medycznych (ur. 1930)
- 2016:
  - Vincent Boryla, amerykański koszykarz, trener pochodzenia polskiego (ur. 1927)
  - Antoine Demoitié, belgijski kolarz szosowy (ur. 1990)
  - Abel Dhaira, ugandyjski piłkarz, bramkarz (ur. 1987)
  - Anatolij Sawin, rosyjski naukowiec (ur. 1920)
- 2017:
  - Andrzej Guttfeld, polski malarz, nauczyciel akademicki (ur. 1941)
  - Welik Kapsyzow, bułgarski gimnastyk (ur. 1935)
  - Eduard Mudrik, rosyjski piłkarz (ur. 1939)
- 2018 – Stéphane Audran, francuska aktorka (ur. 1932)
- 2019:
  - Walerij Bykowski, rosyjski pilot wojskowy, kosmonauta (ur. 1934)
  - Jan Dydak, polski bokser (ur. 1968)
  - Jan Kobylański, polski przedsiębiorca, działacz polonijny (ur. 1923)
- 2020:
  - Roberto Alemann, argentyński ekonomista, polityk (ur. 1922)
  - Mirna Doris, włoska piosenkarka (ur. 1940)
  - Les Hunter, amerykański koszykarz (ur. 1942)
  - Hamid al-Karawi, tunezyjski lekarz, polityk, premier Tunezji (ur. 1927)
  - Stefan Lippe, niemiecki ekonomista, przedsiębiorca (ur. 1955)
  - Santiago Llorente, hiszpański lekkoatleta, biegacz przełajowy (ur. 1958)
- 2021:
  - Lucyna Arska, polska piosenkarka (ur. 1938)
  - Bohdan Gruchman, polski prawnik, ekonomista, dyplomata, działacz społeczny (ur. 1928)
  - Petr Kellner, czeski przedsiębiorca, miliarder (ur. 1964)
  - Odirlei Pessoni, brazylijski bobsleista (ur. 1982)
- 2022:
  - Aleksander Barszczewski, polski prozaik, poeta (ur. 1930)
  - Titus Buberník, słowacki piłkarz (ur. 1933)
  - Ayaz Mütəllibov, azerski chemik, polityk, prezydent Azerbejdżanu (ur. 1938)
  - Aleksandra Zabielina, rosyjska florecistka (ur. 1937)
- 2023:
  - Emahoy Tsegué-Maryam Guèbrou, etiopska pianistka, kompozytorka, zakonnica (ur. 1923)
  - Krystyna Ostrowska, polska psycholog, kryminolog (ur. 1940)
- 2024:
  - Lamine Bangura, sierraleoński piłkarz (ur. 1972)
  - Daniel Kahneman, izraelski ekonomista, psycholog, laureat Nagrody Banku Szwecji im. Alfreda Nobla w dziedzinie ekonomii (ur. 1934)
  - Joe Lieberman, amerykański polityk, senator (ur. 1942)
  - Jerzy Mindziukiewicz, polski ekonomista, działacz konspiracji niepodległościowej w czasie II wojny światowej, działacz kombatancki (ur. 1927)
  - Tadeusz Modrzejewski, polski skryba, malarz, rzeźbiarz, ilustrator amator (ur. 1952)
  - Karl Reger, niemiecki duchowny katolicki, biskup diecezji akwizgrańskiej (ur. 1930)
  - Stanisława Ryster, polska prawniczka i prezenterka telewizyjna (ur. 1942)
- 2025:
  - Zeev Baran, izraelski architekt (ur. 1935)
  - Kazimierz Dąbrowski, polski hokeista na trawie (ur. 1936)
  - Stanisław Falkowski, polski duchowny katolicki, działacz opozycji antykomunistycznej (ur. 1938)
  - Ottó Tolnai, węgierski prozaik, poeta, dramaturg (ur. 1940)